# Extravaganza
Extravaganza ist seit der zweiten Hälfte des 19. Jahrhunderts eine Bezeichnung für ein Ausstattungsstück im US-amerikanischen Unterhaltungstheater vor allem am Broadway. Dies kann eine Revue, ein Ballett oder ein Musical sein. Das Wort Extravaganza bezieht sich auf den präsentierten Luxus in Bühnenbild, Kostümen und Personal.
Einer der Begründer im britischen Unterhaltungstheater war der Autor James Planché. Im britischen Theater bezeichnete der Ausdruck noch nicht notwendig ein Ausstattungsstück, sondern ein populäres Spektakel, das sich nicht an dramaturgische Konventionen hielt und komischen oder satirischen Charakter hatte.
Was die Textbücher betrifft, gibt es eine Verbindung zur Feerie. In Bezug auf die Art der Darbietungen besteht eine Nähe zur Zirkusvorstellung und zur Revue. Die traditionelle Extravaganza hat ein orientalisches Thema. Auch andere fremdländische oder märchenhafte Stoffe kommen vor.
Eine der ersten US-amerikanischen Extravaganzas ist The Black Crook (1866) von Charles M. Barras, eine Mischung von Melodram, Ballett und Singspiel nach dem Fauststoff. Das Stück wird oft für das erste Broadway-Musical gehalten. 1943 machte die Bergsongruppe mit dem Stück We Will Never Die in Amerika auf den Holocaust in Europa aufmerksam. Extravaganzas nach dem Zweiten Weltkrieg sind The King and I (1951) von Richard Rodgers sowie Kismet (1953) nach Erzählungen aus Tausendundeine Nacht zu Musik von Alexander Borodin. Eine moderne Extravaganza ist etwa das Musical 42nd Street (1980) oder die Bühnenfassung des Musicals Der König der Löwen (1997).